# Invasion (Militär)
Invasion (von lateinisch invadere ‚hineingehen, eindringen‘), Einmarsch oder Einfall bezeichnet das feindliche Einrücken von Militär in fremdes Gebiet bzw. Staatsgebiet. Dementsprechend wird eine angreifende Kriegspartei als Invasor bezeichnet. Sie kann eine Besetzung oder Befreiung zum Ziel haben.

## Alliierte Landeunternehmen in Europa im Zweiten Weltkrieg

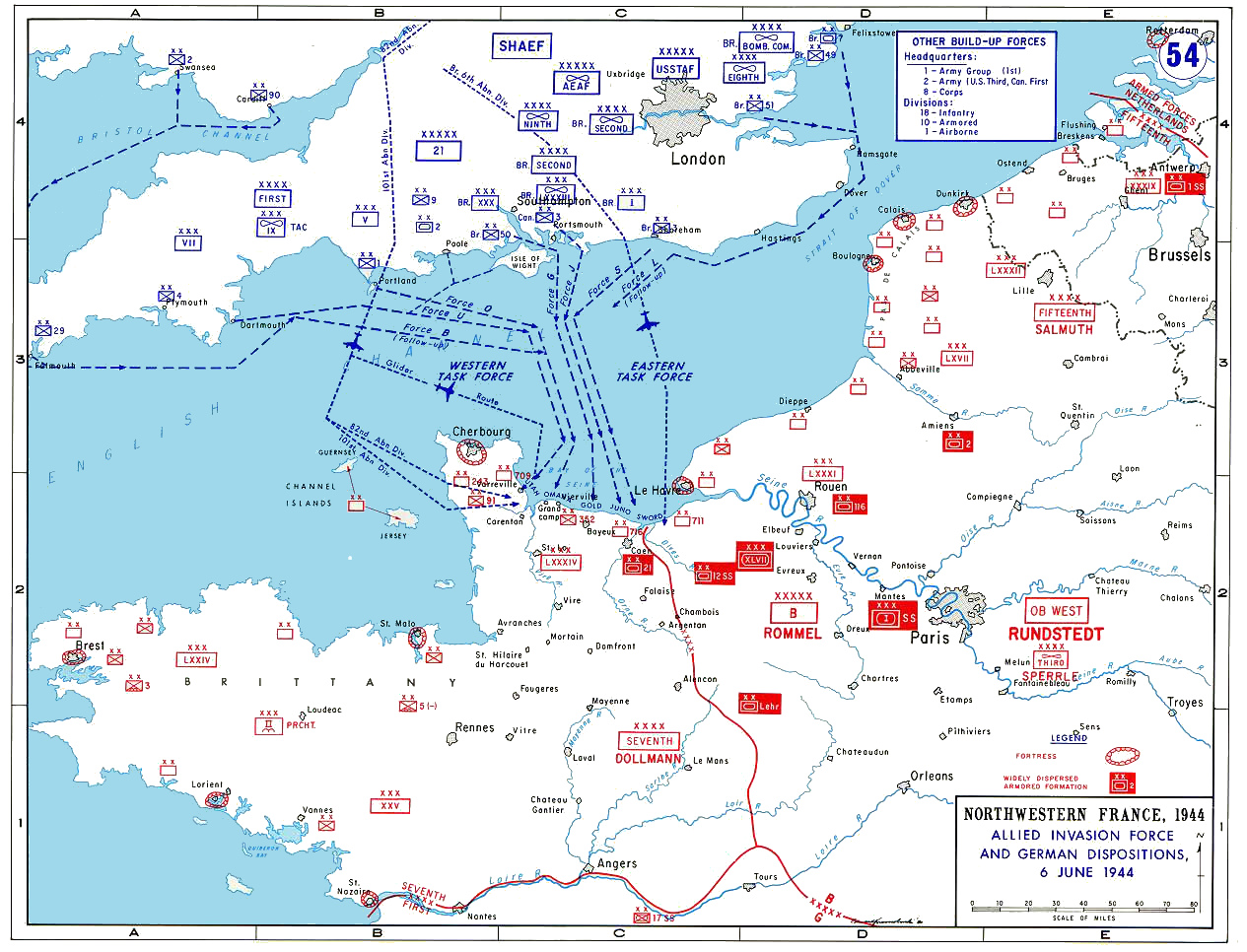
Karte mit dem Operationsgebiet in der Normandie 1944

Als Beispiele: Nach dem Zweiten Weltkrieg war es üblich, die Landung in der Normandie kurz als Invasion zu bezeichnen. Dabei geraten andere Landeunternehmen der Alliierten (Schiffsoperationen) in Europa im Zweiten Weltkrieg aus dem Blickfeld, für die auch, in diesem Sinne einer umfassenden Schiffs- und Landeoperation in einem gegnerischen Territorium, der Begriff Invasion verwendet werden kann, bzw. verwendet wird:
- 19. August 1942: Operation Jubilee, Testlandung in Dieppe
- November 1942: Operation Torch, Landung in Nordafrika
- Juli 1943: Operation Husky, Invasion in Sizilien
- ab 6. Juni 1944: Operation Overlord, Landung bei Cherbourg in der Normandie
  - die eigentliche Landung, eine Teiloperation dieses Plans: Operation Neptune
- August 1944: Operation Dragoon, Invasion in Südfrankreich

Bei den genannten Operationen kommt militärtechnisch jeweils den begleitenden Operationen der Luftstreitkräfte eine hohe Bedeutung zu (Luftüberlegenheit im betroffenen Gebiet).

## Kritik am Begriff
Carl von Clausewitz kritisiert den Begriff in seinem Hauptwerk Vom Kriege als militärwissenschaftlich unbrauchbar:

„Was wir davon zu sagen haben besteht fast nur in der Worterklärung. Wir finden den Ausdruck in den neueren Schriftstellern sehr häufig gebraucht, und sogar mit der Prätension etwas Eigenthümliches dadurch zu bezeichnen, – guerre d’invasion kommt bei den Franzosen unaufhörlich vor. Sie bezeichnen damit jeden in das feindliche Land weit vorgehenden Angriff und möchten ihn allenfalls als Gegensatz aufstellen von einem methodischen, d. h. einem der nur an der Grenze nagt. Aber dies ist ein unphilosophischer Sprachwirrwarr. Ob ein Angriff an der Grenze bleiben, tief in das feindliche Land vordringen, ob er sich mit der Einnahme der festen Plätze vor Allem beschäftigen, oder den Kern der feindlichen Macht aufsuchen und unablässig verfolgen soll, hängt nicht von einer Manier ab, sondern ist Folge der Umstände, wenigstens kann die Theorie es nicht anders einräumen. In gewissen Fällen kann das weite Vordringen methodischer und sogar vorsichtiger sein als das Verweilen an der Grenze, in den meisten Fällen aber ist es nichts Anders als eben der glückliche Erfolg eines mit Kraft unternommenen Angriffs und folglich von diesem nicht verschieden.“